# آویشن شیرازی
آویشن شیرازی (نام علمی: Zataria multiflora)، ازکند، تنها گونهٔ سرده Zataria در خانواده نعناعیان است که در جنوب ایران، افغانستان و پاکستان می‌روید و خواص دارویی و خوراکی دارد. آویشن (نام علمی: Thymes) سرده دیگری از نعناعیان است.

## ویژگی
آویشن شیرازی سرده‌ای است از نعنائیان شامل گیاهانی بوته‌ای با ساقه‌های منشعب و شاخه‌های متعدد نازک و برگ‌های کوچک تقریباً دایره‌ای و با حاشیهٔ صاف و بی‌دُم‌برگ و پوشیده از شمار فراوانی غدهٔ ترشحی و گل‌آذین متشکل از چرخه‌های متعدد بیضوی یا کروی گل‌های کوچک و سفید و چهار عدد پرچم و فندقچهٔ تخم‌مرغی با سطح صاف است.
آویشن‌های شیرازی شاخه‌های کوچک پوست سفید دارند و کرک‌دار هستند. برگ‌های کوچک دایره‌ای یا بیضوی با قاعده گرد و به‌ندرت قلبی‌شکل و تقریباً نوک‌دار، برگ‌های جوان کُرک‌های کوتاه سفید و برگ‌های مسن‌تر بدون کرک هستند. چرخه‌های گل دسته‌ای و گروهی انبوه یا سنبله‌ای شکل دارند. گل‌های آن بسیار کوچک، به طول دو میلی‌متر، تخم‌مرغی درازچین و کرک‌دار هستند.

## رویشگاه
این درختچه تنها گونه آویشن بومی ایران است و در اصفهان (ده کیلومتری شمال نجف‌آباد، ۲۷ کیلومتری جنوب اصفهان، کلاه‌قاضی جنوب اصفهان، شاه‌کوه)، لرستان (شهبازان، چم سنگر: مرگ سر)، خوزستان (۶۰ کیلومتری شمال شرق دزفول، بهبهان: بابا احمدی)، فارس (فیروزآباد، کوه سیوند، ارتفاعات مشرف به دریاچه مهارلو، بخش خبریز ارسنجان و کوه‌های مشرف به دریاچه بختگان، میان جنگل، بین جهرم و منصورآباد، نزدیک طارم داراب)، بوشهر (ارتفاعات شرقی شامل جم و ریز، دشتی، دشتستان)، کرمان (بین کرمان و زرند، علی‌آباد به طرف اسفندقه)، هرمزگان (۲۰–۳۰ کیلومتری شرق حاجی‌آباد، گهره، کوه‌های گنو، کوه هماگ از فارغان و تیدر، آبگرم گنو)، بلوچستان (ده کیلومتری خاش به طرف ایرانشهر، شمال بزمان، شمال ایرانشهر، تنگ سرحه، دره رودخانه کاجو شمال قصر قند، اطراف نیک‌شهر)، خراسان (گردو ۷۰ کیلومتری جنوب ازبگو، ازبگو) و یزد (۱۵ کیلومتری غرب چاه‌ملک به طرف چوپانان، مهریز: خورمیز، بین جندق و یزد، بافق: قطروم، بین اشنیز و ندوشن) می‌روید.

## خواص
استفاده دمنوش آویشن شیرازی باعث رقیق شدن خون می‌شود و بخشی از عفونت‌های ریه را از بین می‌برد. دمکرده آویشن همچنین ضد درد مفاصل، ضد سکسکه و ضد نفخ شکم است.
**(برای از بین بردن نفخ شکم می‌توان مقداری پودر آویشن همراه غذا میل کرد یا نصف قاشق چایخوری در آب داغ یا در نبات داغ حل شود و نوشیده شود؛ بخور ملایم آویشن خلط آور است و التهاب شش‌ها را می‌کاهد همینجور التهاب سینوزها را کم می‌کند و در بهبود سردرد مؤثر است، بهتر است کم‌کم پودر آویشن در آب درحال جوش ریخته شود زیر شعله باید کم باشد تا باعث اذیت نشود و بخار حاوی عصاره آویشن شیرازی کم‌کم استنشاق شود)**
تنفس بخور آویشن شیرازی به مدت ۵ دقیقه و باعث تقویت بینایی می‌شود و برای سینوزیت مفید می‌باشد.